# 徳島ゴルフ倶楽部

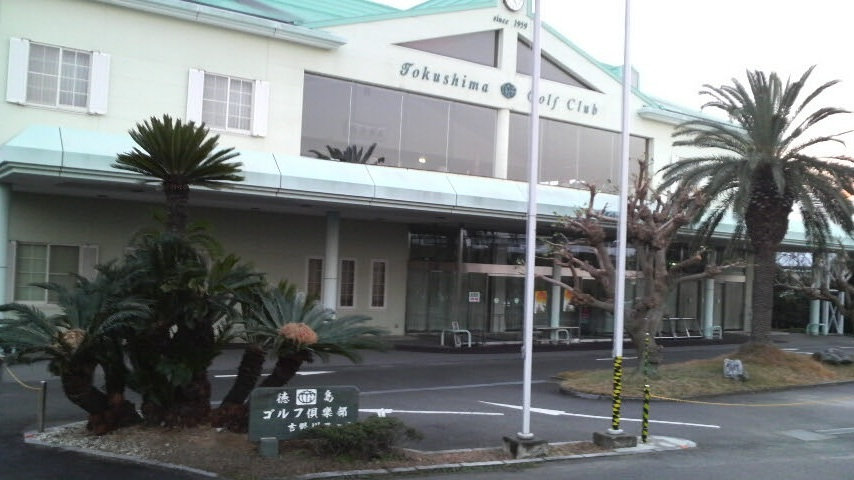
フロント

徳島ゴルフ倶楽部（とくしまゴルフくらぶ）は、徳島県徳島市の吉野川と鮎喰川沿いに位置するゴルフ場。

## コース情報

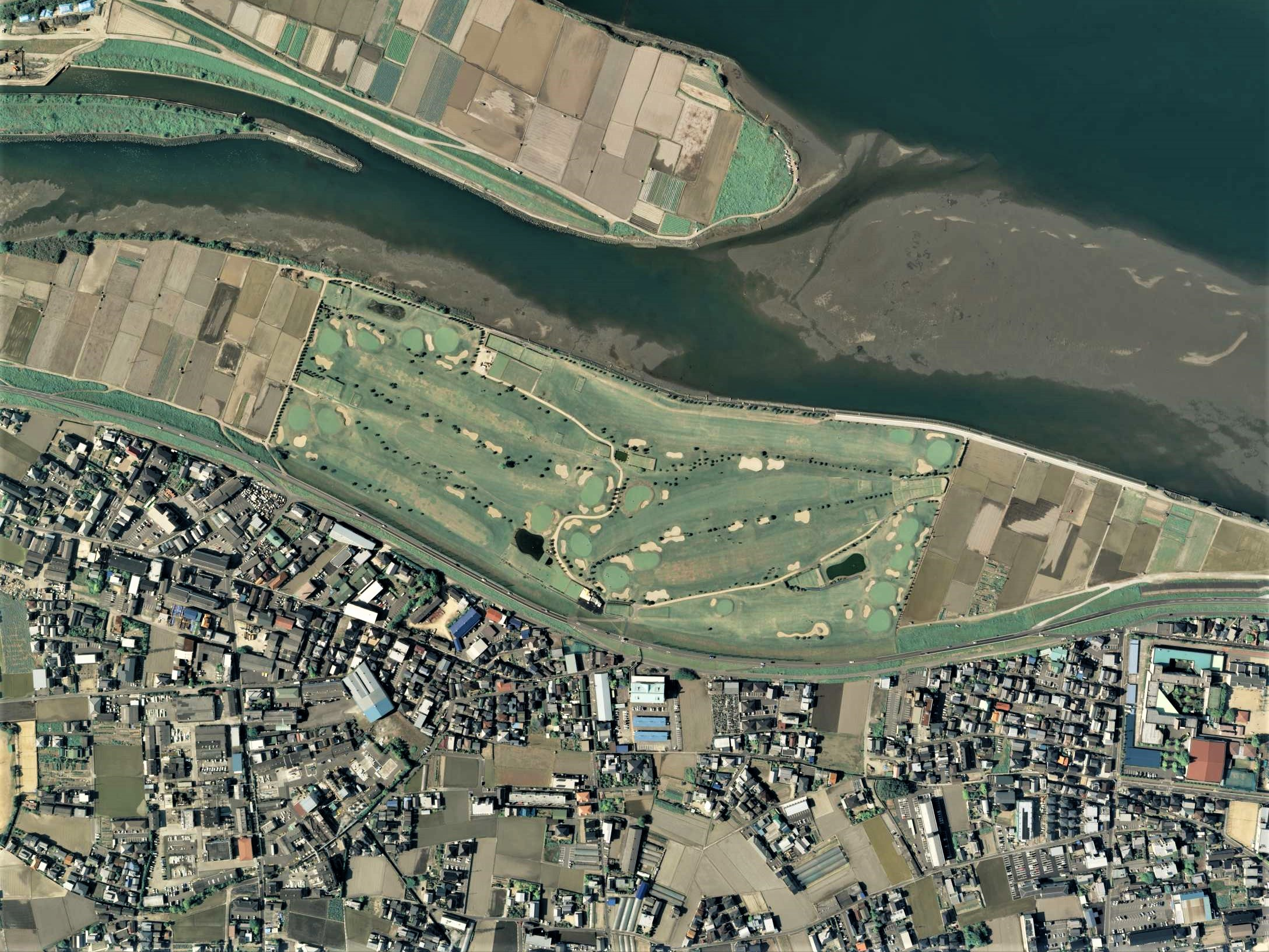
徳島ゴルフ倶楽部の空中写真。
2009年4月29日撮影。
。

- ホール数：9
- パー：35
- コースレート：35.7
- ヤード数：3243Y
- 形状：河川敷
- グリーン：1ベント

## 交通
- 徳島自動車道「徳島インターチェンジ」より旧国道11号を北上、吉野川橋手前を左折し約1km。徳島自動車道「鳴門インターチェンジ」からより約14km。
- JR高徳線徳島駅から約7分。